# Aéroport Henryk-Wieniawski de Poznań
Pour les articles homonymes, voir Ławica.
L'aéroport Henryk-Wieniawski  dessert la ville de Poznań en Pologne. Il est situé à sept kilomètres à l'ouest du centre-ville. Un deuxième terminal est construit pour le championnat d'Europe de football de 2012 faisant partie du programme d'expansion de l'aéroport.
L'aéroport doit son nom au compositeur et violoniste polonais Henryk Wieniawski (1835-1880).

## Situation
| \| 50 km1:3 411 000 \| Lublin Cracovie Gdańsk · Dantzig Łódź Olsztyn · Holsten Poznań · Posnanie Varsovie · Radom Rzeszów Szczecin · Stettin Varsovie · Modlin Wrocław · Vratislavie Katowice Zielona · Góra Varsovie · Chopin Bydgoszcz · Bromberg |
| 50 km1:3 411 000 |

## Statistiques
Pour des raisons techniques, il est temporairement impossible d'afficher le graphique qui aurait dû être présenté ici.

Voir la requête brute et les sources sur Wikidata.

## Compagnies aériennes et destinations
| Compagnies            | Destinations |
| --------------------- | --- |
| Buzz                  | En saison Charter : Bourgas, Larnaca, Rhodes-Diagoras, Tirana |
| Corendon Airlines     | En saison : Antalya |
| Enter Air             | En saison charter : - Antalya, - Corfou-I. Kapodístrias, - Enfidha-Hammamet, - Fuerteventura, - Gérone-Costa Brava, - Hurghada, - Tirana, - Varna |
| KLM                   | Amsterdam |
| LOT Polish Airlines   | Varsovie-Chopin En saison: Bangkok-Suvarnabhumi, Bodrum-Milas, Cancún, Puerto Plata - Gregorio Luperón, Varadero-J.-G.-Gómez |
| Lufthansa             | Francfort, Munich-F. J. Strauß |
| Nouvelair             | En saison Charter : Monastir |
| Pegasus Airlines      | En saison Charter : Antalya |
| Ryanair               | - Alicante-Elche, - Amman-Reine-Alia, - Bergame-Orio al Serio, - Billund, - Birmingham, - Bristol, - Budapest-Ferenc Liszt, - Charleroi Bruxelles-Sud, - Cork, - Dublin, - Édimbourg, - Helsinki-Vantaa, - Cracovie-Jean-Paul II, - Leeds-Bradford, - Liverpool-J.-Lennon, - Londres-Stansted, - Malte, - Manchester, - Paris-Beauvais, - Rome - G. B. Pastine (Ciampino), - Sandefjord-Torp, - Tel Aviv - Ben Gourion, - Trévise-Sant'Angelo En saison : - Bari-Karol Wojtyła, - Bourgas, - Cagliari, - Corfou-I. Kapodístrias, - Gérone-Costa Brava, - La Canée I.-Daskaloyánnis, - Palma de Majorque, - Paphos, - Pula, - Stockholm-Arlanda, - Zadar |
| Scandinavian Airlines | Copenhague-Kastrup |
| Smartwings Poland     | En saison Charter : - Bodrum-Milas, - Corfou-I. Kapodístrias, - Dalaman, - Héraklion-N. Kazantzákis, - Izmir-A. Menderes, - La Canée I.-Daskaloyánnis, - Olbia-Costa Smeralda, - Paphos, - Varna, - Zante D.-Solomós |
| SunExpress            | En saison : Antalya |
| Wizz Air              | Londres-Luton, Paris-Beauvais, Rome Léonard-de-Vinci/Fiumicino En saison: Split, Tirana, Vérone - Villafranca |

Édité le 31/03/2019  Actualisé le 09/12/2022